# Мэй Ланьфан
Мэй Ланьфан (кит. трад. 梅蘭芳, упр. 梅兰芳, пиньинь Méi Lánfāng; 22 октября 1894, Пекин, Империя Цин — 8 августа 1961, Пекин, КНР) — китайский актёр, исполнитель ролей женского амплуа «дань» в пекинской опере.
Вместе с Шан Сяоюнем, Чэн Яньцю и Сюнь Хуэйшэном Мэй Ланьфан известен как один из Четырех великих дань золотой эры пекинской оперы.
Мэй Ланьфан — это сценический псевдоним. Настоящее имя — Мэй Лань (кит. трад. 梅瀾, упр. 梅澜, пиньинь Méi Lán). Второе имя — Ваньхуа (кит. трад. 畹華, упр. 畹华, пиньинь Wǎnhuá).

## Биография

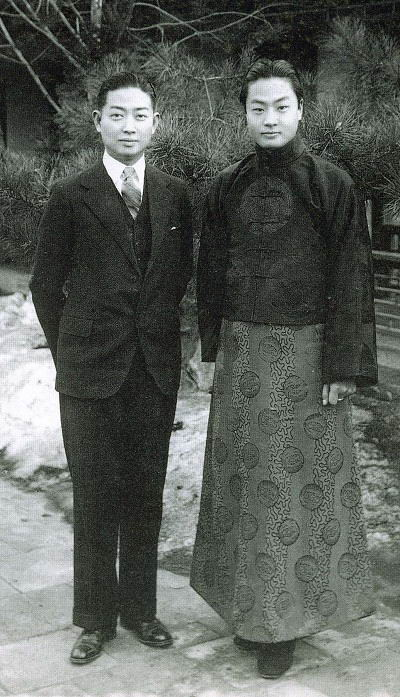
Мэй Ланьфан и Чэн Яньцю

Родился 22 октября 1894 года в Пекине в семье выходцев из области Тайчжоу провинции Цзянсу. Несколько поколений предков Мэй Ланьфана играли в постановках пекинской и кунской опер. Среди них был и его дедушка по отцовской линии Мэй Цяолин, прославившийся исполнением женских ролей дань и бывший одним из тринадцати великих актёров поздней Цин. Мэй Цяолин часто выступал в императорском дворце. Дедушка по материнской линии, Ян Луншоу, исполнял роли ушэн (амплуа шэн-военного).
Рано потеряв родителей (отец, Мэй Чжуфэнь, умер 26 лет от роду), остался под опекой дяди Мэй Юйтяня и с 8 лет начал проявлять интерес к актёрской карьере. Первый учитель сначала посчитал, что у мальчика нет актёрских перспектив, поскольку, на его взгляд, у того оказались невыразительные глаза. Многомесячные тренировки помогли Мэй Ланьфану преодолеть эту проблему. Чтобы стать актёром пекинской оперы, необходимо было заниматься с утра до вечера, изучать песенное искусство, кун-фу и акробатику под строгим руководством учителей (в школе пекинской оперы практиковалась порка учеников, не исключены были и смертельные исходы).
В десять лет дебютировал в спектакле «Супружеская пара богини и земледельца». В 14 лет присоединился к театральной труппе Силяньчэн (позднее переименованной в Фуляньчэн).
В 1910 году женился на Ван Минхуа: ему было 16, ей — 18. От этого брака родились сын и дочь, которые впоследствии скончались в детском возрасте. Ван Минхуа сделала операцию по стерилизации и не могла больше иметь детей. Она также умерла молодой (в 1929 году от туберкулёза).
Благодаря прекрасному владению основными компонентами китайской оперы — пением, танцем и исполнительским мастерством — в 1911 году был назван третьим среди лучших актёров в Пекине.
Девятнадцати лет, в 1913 году, со спектаклем «Куртизанка Юй Танчунь» отправился в Шанхай, где добился большого успеха. Его стали называть лучшим исполнителем женских ролей пекинской оперы в мире, даже стали выпускать сигареты, названные его именем. В ходу была поговорка: «Если хочешь жениться, жена должна быть похожа на Мэй Ланьфана; если хочешь завести сына, он должен быть похож на Чжоу Синьфана». Такое внимание смущало актёра.
В 1914 году были новые гастроли в Шанхае, а в 1918 году Мэй Ланьфан на какое-то время переехал жить в этот город. Здесь он попробовал писать оперы на актуальные темы: коррупция, вмешательство империалистических держав в жизнь Китая, место женщины в обществе. Несмотря на то, что публика благодарно встретила новые темы в традиционном виде искусства, сам Мэй Ланьфан пришёл к выводу, что это нелепое сочетание, и вернулся к классическим сюжетам.

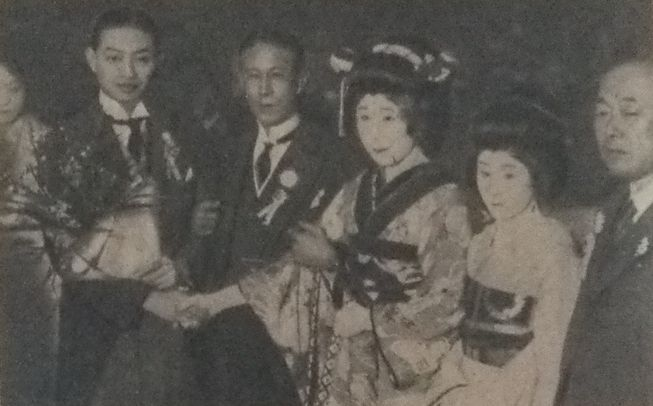
Мэй Ланьфан в Японии (1919 год)

В 1919 году прошли зарубежные гастроли в Японии. Здесь он выступал в Императорском театре в Токио. Через пять лет, в 1924 году, снова поехал в Японию, чтобы участвовать в благотворительном концерте в поддержку пострадавших от одного из самых разрушительных в истории страны землетрясений.
Оставаясь в браке с Ван Минхуа, в 1921 году вступил во второй брак с Фу Чжифан, от которого родилось девять детей.

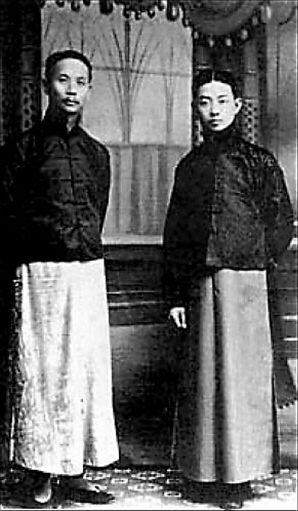
Ци Жушань и Мэй Ланьфан

В 1922 году основал собственную театральную труппу Чэнхуа. Начал включать в постановки новые приёмы игры: дань-дева, дань-кокетка, дань-воительница. Также начал экспериментировать с декорациями, гримом, головными уборами и костюмом. Для написания новых пьес зачастую привлекал сразу по несколько композиторов и драматургов, которые разделяли взгляды Мэй Ланьфана на реформирование театра. Наиболее видным из них был Ци Жушань.

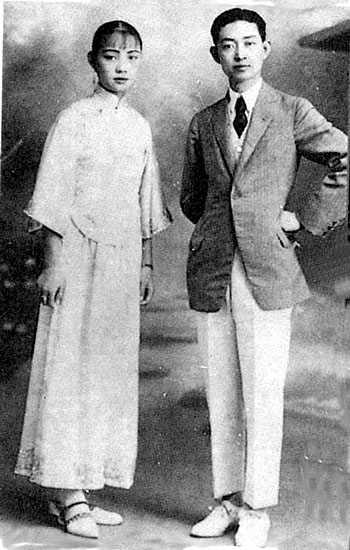
Мэн Сяодун и Мэй Ланьфан (1927 год)

В 1925 году познакомился с актрисой пекинской оперы, исполнительницей ролей амплуа лаошэн («старик»), Мэн Сяодун. Будучи уже дважды женат, в 1927 году вступил в брак и с ней, но в 1933 году они развелись.
В 1927 году пекинская газета «Шуньтянь Шибао» провела конкурс среди актёров пекинской оперы, и по его итогам Мэй Ланьфан, Шан Сяоюнь, Чэн Яньцю и Сюнь Хуэйшэн были названы четырьмя выдающимися дань, — этот титул в дальнейшем за ними закрепился.
Популярность Мэй Ланьфана на родине настолько возросла, что во время его гастролей в Шанхае в 1928 году местная газета «Шэньбао» даже вела отдельную колонку «Новостей Мэй».
В 1930 году отправился в гастрольный тур по США, во время которого выступал в Сиэтле, Чикаго, Вашингтоне, Нью-Йорке, Сан-Франциско, Лос-Анджелесе, Гонолулу и Сан-Диего. Американская публика тепло встретила творчество Мэй Ланьфана. Помонский колледж в Клермонте и Университет Южной Калифорнии присвоили ему почётную докторскую степень.
Откликнувшись на «инцидент 18 сентября», поставил в Шанхае патриотические спектакли «Борьба с Цзинем», «Досада о жизни и смерти» и другие.
В 1935 году посетил с гастролями СССР. Во время визита встречался с советскими театральными деятелями, в том числе Станиславским, Немировичем-Данченко, Мейерхольдом и Эйзенштейном. Находившийся в это время в Советском Союзе Брехт также посетил выступление Мэй Ланьфана, впечатления от которого впоследствии нашли своё отражение в его творчестве. Выступление в Ленинграде посетил Сталин. Мейерхольд об этих гастролях написал восторженную статью, а Эйзенштейн на их основе создал фильм.
В 1938 году переехал в Гонконг. Из-за начавшейся японской оккупации оставил сцену, чтобы не выступать для японских солдат. В качестве акта пассивного сопротивления отрастил усы, что не могло сочетаться с ролями дань. В итоге его банковские счета оказались заблокированы, и, чтобы обеспечить семью, Мэй Ланьфан стал рисовать картины на продажу. Из-за финансовых трудностей в 1941 году переехал в Шанхай. На сцену вернулся только по окончании Второй мировой войны в 1945 году, и больше не покидал её до самой смерти.

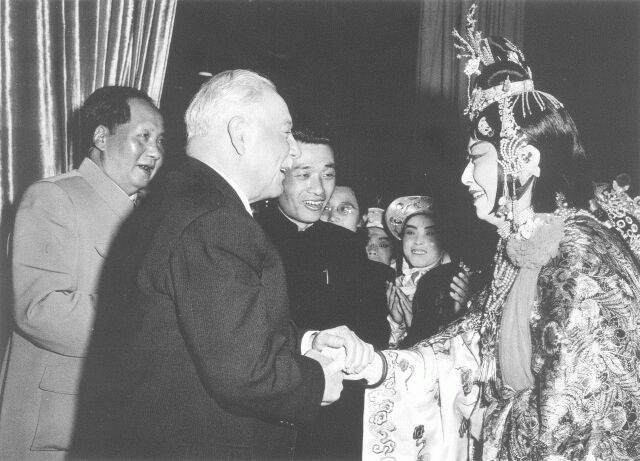
Мао Цзэдун, Климент Ворошилов и Мэй Ланьфан (Пекин, 1957 год)

В 1950 году вновь поселился в Пекине.
После образования КНР ещё трижды гастролировал в Советском Союзе: в 1952, 1957 и 1960 годах. В 1956 году в третий раз посетил Японию. Зарубежные поездки Мэй Ланьфана открыли пекинскую оперу миру и популяризовали традиционное китайское искусство в других странах.
Участвовал в реформировании театра, которое проходило по инициативе новых властей; состоял в многочисленных комитетах, принимал участие в конференциях.
В 1953 году избран заместителем председателя Ассоциации китайских драматургов.
В 1955 году основал Китайский театр Пекинской оперы и стал его первым директором.
В 1959 году вступил в КПК.
Помимо театральной деятельности, принял участие в создании нескольких фильмов, записал ряд грампластинок. Так, в 1960 году был снят художественный фильм с участием Мэй Ланьфана по опере «Пионовая беседка».
Умер в Пекине 8 августа 1961 года.

## Творчество
Мэй Ланьфан за свою жизнь сыграл более чем в 400 постановках, более 100 из которых ставились постоянно. Наиболее знамениты «Опьянённая фрейлина», «Прощание всемогущего Ба-вана с любимой», «Му Гуйин принимает командование», «Меч вселенной», «Сломанный мост» (кит. 疊斷橋) и «Дайюй хоронит цветы» (кит. 黛玉葬花).
Новаторские разработки Мэй Ланьфана в гриме, костюмах, жестах обогатили амплуа дань. Аккомпанируя на традиционных китайских музыкальных инструментах эрху и цзинху, Мэй Ланьфан вместе с Сюй Ланьюанем и Ван Шаоцином разработали новый напев дань.
Сочетание актёрского мастерства и пения Мэй Ланьфана заложили основу для формирования новой школы пекинской оперы — «Мэй»; одним из активных последователей этой школы стал сын актёра — Мэй Баоцзю, который после смерти отца продолжил его дело.

## Память о Мэй Ланьфане

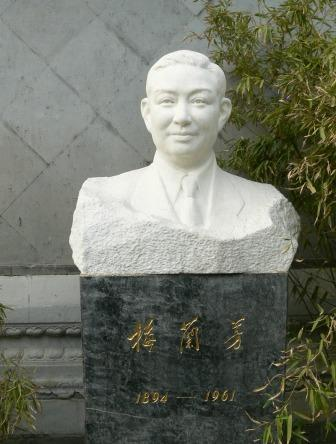
Бюст Мэй Ланьфана в его доме-музее в Пекине

- В 1986 году в Пекине открыт Дом-музей Мэй Ланьфана.
- В 2008 году режиссёр Чэнь Кайгэ снял фильм «Мэй Ланьфан»[17].
- Большой театр Пекинской оперы носит имя Мэй Ланьфана[14].

## Сочинения
- Мэй Лань-фан. Сорок лет на сцене: Записки Цзы-Чуаня. Пер. с кит. М. Искусство. 1963 г. 499 с., илл.